# 佐田岬風力発電所
座標: 北緯33度26分08秒 東経132度13分27秒 / 北緯33.435645度 東経132.224214度
佐田岬風力発電所（さだみさきふうりょくはつでんしょ）は、大和ハウス工業のグループ会社である大和エネルギーが運営している風力発電施設である。

## 概要
大和ハウス工業が1990年に森林住宅地の開発を目的として取得した「ロイヤルシティ佐田岬リゾート」51.8ha（156,700坪）のうち、16.9ha（51,200坪）の社有地に建設された。愛媛県西宇和郡伊方町、佐田岬半島の中央、標高約300m地点に位置している。
1,000Kw×9基の風車で構成されており、最大出力は9,000kwとなっている。年間発電量は、一般家庭の年間電力消費量の約6,900世帯分に相当する30,602MWh/年を誇る。発電した電力は四国電力に売却されている。
今後建て替えが計画されており、2027年4月の着工、2029年4月の営業運転開始を目指している。既存施設を3,200～4,200kw程度の風力発電機3～4基程度に建て替える計画で、出力は最大1万2,800kw。

## 沿革
- 2005年12月 - 経済産業省より事業認定　造成工事着手。
- 2006年
  - 4月 - 施設建設工事着手。
  - 10月 - 風車設置完了　試運転開始。
  - 12月 - 四国電力に売電開始。
- 2007年2月 - 竣工。